# Myslí!
Myslí! (anglicky "Think!") je sci-fi povídka spisovatele Isaaca Asimova, která vyšla poprvé v roce 1977 v časopise Asimov's Science Fiction. Byla následně zařazena do sbírek The Complete Robot (1982) a Robot Visions (1990). Česky vyšla ve sbírkách Vize robotů (1994) a Robohistorie I. (2004).

## Postavy
- Dr. Genevieve Renshawová – lékařka v oboru neurofyziologie
- Adam Orsino – fyzik
- James Berkowitz – fyzik

## Děj
Dr. Genevieve Renshawová, lékařka v oboru neurofyziologie žádá své kolegy Adama Orsina a Jamese Berkowitze o asistenci při svém vědeckém bádání. Oba jsou fyzikové, odborníci přes lasery a Renshawová potřebuje jejich podporu pro svůj projekt, neboť zanedbává své určené úkoly. Oprávněně, protože je na stopě převratného vynálezu LEG (Laser EEG - laserový elektroencefalogram). S pomocí paprsku LEG bude možné zaznamenat milionkrát více informací než s EEG a dešifrovat je. Renshawová na tom pracuje už 5 let. Vezme z klece kosmana a zapojí mu (i sobě) na hlavu elektrody, hodlá svým kolegům předvést ukázku, přičemž se prořekne, že svůj počítač oslovuje mužským jménem Mike. Ukazuje jim, co jednotlivé záznamy znamenají.
Berkowitz si uvědomí, že nový přístroj LEG umožňuje sledovat myšlenky – tedy telepatii. Doktorka pokus zopakuje, tentokrát si elektrody připne Orsino. Dostane pokyn, aby si vymyslel větu a napsal ji na papír. Renshawová větu slyší a zopakuje ji slovo od slova. Oba fyzikové jsou ohromeni. Ale napadne je ještě jeden kontrolní experiment, vyřadit z pokusu živé bytosti, aby se ujistili, že nic neuslyší. Nyní se ozve Mike, počítač, který pomocí LEG dokáže komunikovat jako nezávislá inteligentní bytost.